# Шахтахтинский, Иса Султан Наджафгулу оглы
Иса Султан Наджафгулу оглы Шахтахтинский (1851—1894) — публицист, журналист, ученый и общественный деятель, издатель и редактор «Кавказского альманаха» и «Тифлисского вестника».

## Биография
Иса Султан Шахтахтинский родился 5 мая 1851 года в городе Эривань. Его отец — Наджафгулу ага происходил из бекского рода Шахтахтинских и являлся владельцем деревни Шахтахты Эриванской губернии. Иса Султан получил домашнее начальное образование. Посещал занятия в Нахичеванской городской двухлетней школе с обучением на русском языке. В 1865 году Ису Султана определили в пансион известного грузинского просветителя Давида Кипиани.
В 1867 году он поступил в Тифлисскую реальную гимназию. За годы учёбы в гимназии он овладел немецким и французским языками, а также частично греческим и латынью, а позже и английским.
В 1871 году Иса Султан поступил сразу на второй курс в Санкт-Петербургского земледельческого института.
После окончания института в 1874 году, Иса Султан отправился в Париж и Лондон слушать лекции по политико-экономическим наукам. Затем, в Цюрихе он слушал курс лекций по естественным наукам в местном политехникуме. В 1875 году защитил диссертацию по теме «Значение леса в природе и в общественной экономике» и вернулся в Тифлис с дипломом кандидата сельскохозяйственный наук.
Осенью 1876 года Иса Султан возвратился  в Тифлис и начал работать в газете «Тифлисский вестник». Вскоре он стал заведующим политическим отделом газеты. С целью открытия нового издания — «Кавказский альманах», 2 ноября 1876 года Иса Султан письменно обратился к начальнику Главного управления Кавказского наместничества для открытия доступа в архивы. Однако просьба была отклонена из-за его связей и дружбы с опальным Нико Николадзе. 1 марта 1877 года ему всё же удалось получить разрешение на издание альманаха.

## «Кавказский альманах»
«Кавказский альманах» состоял из двух частей. В первой части альманаха были собраны информационные материалы из разных источников. Вторая часть привлекала внимание научно-теоретическим характером подготовленного текста. В первую часть были включены разделы «Астрономия», «Метеорология», «Почта», «Телеграф», «Учебная часть», «Путеводитель по Кавказу». В первой части альманаха в раздел «Календари» были включены способы расчета исторических дат всех религиозных конфессий, имеющихся на Кавказе. Также в альманах были включены обширные сведения о Тифлисской городской думе, городской управе, основных думских комиссиях, сферах их деятельности, финансировании городского хозяйства, доходной и расходной частях бюджета. Во второй части альманаха были размещены статьи известного грузинского публициста Д. Эристави — «Итоги прошедшего года», К. Бебутова — «Тифлисский театр», Н. Николадзе — «Один наш год» и самого автора и учредителя альманаха Исы Султана Шахтахтинского — «Восточный кризис».
После успешного издания первого издания «Кавказского альманаха», он работает над вторым изданием.
Однако в 1877 году в связи с начавшейся Русско-турецкой войны, Шахтахтинский, как хорошо владеющий турецким языком, был направлен в Карс.

## Административная работа
С 1 января 1878 года он состоял чиновником по особым поручениям при начальнке Карсской области. В 1878 году с сохранением прежней должности Иса Шахтахтинский был назначен председателем комиссии по определению имущественных прав и обязанностей населения при старом османском правлении. В октябре 1878 года он стал градоначальником Карса. С 1 января 1879 года он был переведён на должность старшего чиновника по особым поручениям канцелярии военного губернатора Карсской области. В марте 1878 года одновременно с прежней должностью он состоял старшим чиновником Кавказской армии и Кавказского военного округа. Из-за ухудшения здоровья 26 июня 1879 года Иса Султан подал прошение на имя Императора Александра II с просьбой освобождения от службы. Однако, ему было отказано и в декабре 1879 года он был командирован в Стамбул, где в течение нескольких месяцев занимался урегулированием спорных вопросов между Россией и Османской империей по поводу Карса и прилегающих территорий. В 1880-1882 годах часто бывал в Эрзуруме для решения спорных территориальных вопросов. В 1881 году он стал титулярным советником.
В апреле 1883 года он был назначен начальником канцелярии военного губернатора Карсской области и до конца жизни работал на этой должности. В 1882 году Иса Султан Шахтахтинский организовал школу в Кагызмане для местного азербайджанского населения региона. В октябре 1882 года он также открыл типографию, где издавалась на русском языке газета «Карс». В 1887 году Иса Султан на два месяца приехал в Петербург с целью работы над усовершенствованием налоговой системы Карсской области.
Иса Султан Шахтахтинский был избран действительным членом Кавказского отделения Российского сельскохозяйственного общества. В 1891 году он был произведён в коллежские советники.
Иса Султан Шахтахтинский скончался 17 октября 1894 года в Тифлисе, в возрасте 41 года.
Он был похоронен 21 октября 1894 года на мусульманском кладбище Тифлиса, в местечке которое ныне известно как «Ботанический сад».
Он был удостоен персидского ордена «Шири-Хуршид» и турецкого ордена «Меджидийе» 3-й степени.

## Семья
В 1885 году И. С. Шахтахтинский женился на Сакине (Софье) ханум — дочери отставного капитана Аллахьяра Агаларова. В этом браке родились шестеро девочек:
- Лейла Бану (Бегим; 13 января 1886 — декабрь 1907)
- Назлы Бану (25 сентября 1887 — ?)
- Фатма Бану (3 мая 1889 — ?)
- Адиля Бану (17 апреля 1891 — 30 марта 1951)
- Джамиля Бану (5 февраля 1893 — ?)